# Euptera
Euptera es un género de Lepidoptera de la familia Nymphalidae (subfamilia Limenitidinae), cuenta con 32 especies reconocidas científicamente.

## Especies
Se reconocen las siguientes:
- Euptera amieti  Collins & Libert, 1998
- Euptera aurantiaca  Amiet, 1998
- Euptera choveti  Amiet & Collins, 1998
- Euptera collinsi  Chovet & Libert, 1998
- Euptera crowleyi  (Kirby, 1889)
- Euptera debruynei  (Hecq, 1990)
- Euptera dorothea  Bethune-Baker, 1904
- Euptera ducarmei  Collins, 1998
- Euptera elabontas  (Hewitson, 1871)
- Euptera falcata  Libert, 1998
- Euptera fallax Libert, 2014
- Euptera falsathyma  Schultze, 1916
- Euptera freyja  Hancock, 1984
- Euptera ginettae  Libert, 2005
- Euptera grepi Libert, 2014
- Euptera hirundo  Staudinger, 1891
- Euptera intricata  Aurivillius, 1894
- Euptera ituriensis  Libert, 1998
- Euptera kinugnana  (Grose-Smith, 1889)
- Euptera knoopi  Libert & Chovet, 1998
- Euptera liberti  Collins, 1987
- Euptera mimetica  Collins & Amiet, 1998
- Euptera mirabilis  Libert, 2005
- Euptera miranda Libert, 2014
- Euptera mirifica  Carpenter & Jackson, 1950
- Euptera mocquerysi  Staudinger, 1893
- Euptera neptunus  Joicey & Talbot, 1924
- Euptera nigeriensis  Chovet, 1998
- Euptera plantroui  Chovet & Collins, 1998
- Euptera pluto  (Ward, 1873)
- Euptera richelmanni  Weymer, 1907
- Euptera schultzei  Libert & Chovet, 1998
- Euptera semirufa  Joicey & Talbot, 1921
- Euptera zowa  Fox, 1965
- Euptera sirene (Staudinger, 1891)

## Localización
Las especies de este género biológico, se encuentran distribuidas en África. 